# Antonella Centurión
Antonella Jacqueline Centurión (Córdoba, provincia de Córdoba, Argentina, 5 de febrero de 2005) es una futbolista argentina que se desempeña como mediocampista en Talleres de la Primera División A.

## Trayectoria
Centurión debutó en Talleres durante el año 2024, en la temporada en la que Las Matadoras lograron el ascenso a la Primera A. Marcó su primer gol en la victoria 13 a 0 ante Deportivo Español. Fue elegida como la mejor jugadora del partido frente a 
Comunicaciones y se ganó un lugar en el plantel profesional.

## Clubes
| Club     | País      | Año             |
| -------- | --------- | --------------- |
| Talleres | Argentina | 2024 - presente |